# Myotrichia murina
Myotrichia murina är en nattsländeart som beskrevs av Schmid 1955. Myotrichia murina ingår i släktet Myotrichia och familjen krumrörsnattsländor. Inga underarter finns listade i Catalogue of Life.